# دون مانينغ
دون مانينغ هو سياسي أمريكي، ولد في 28 مايو 1967 في مدينة شيرمان في الولايات المتحدة، وتوفي في 20 مارس 2020 في يونغزتاون في الولايات المتحدة. نشط حزبياً في الحزب الجمهوري. وقد انتخب عضو مجلس نواب أوهايو ‏.